# Mutalau
Mutalau, vroeger Ululauta en Matahefonua (beide Niuees voor 'landseinde'), is een van de 14 dorpen van Niue en telt 133 inwoners (2001). Het dorp is het noordelijkste van het eiland en grenst met de klok mee aan de Stille Oceaan, Lakepa, Tuapa, Hikutavake en Toi. Verder raakt Mutalau Alofi en Makefu op een punt in het uiterste zuiden van het grondgebied.

## Geschiedenis
Nukai Peniamina bracht op 26 oktober 1846 het christendom naar Niue, hij meerde toen aan in Mutalau. Peniamina was zelf afkomstig van het eiland, maar hij werd tot het christendom bekeerd door de London Missionary Society in Samoa.

## Geografie
Toi maakt deel uit van het historische stammengebied Motu, dat de noordelijke helft van het eiland beslaat. In Mutalau liggen de kaap Liha Point en het hoogste punt van het eiland (68 m). Het dorp is een kwartier rijden met de wagen verwijderd van Alofi.

## Politiek
Bij de parlementsverkiezingen van 2011 kon Bill Vakaafi zijn zetel voor Mutalau behouden.

## Cultuur
De immigranten uit Mutalau in Nieuw-Zeeland noemen hun geboortedorp Mutalau Ululauta Matahefonua, een combinatie van de drie namen voor de nederzetting dus. Deze driedubbele benaming komen terug in de naam voor een trust ten voordele van Mutalau die ze in Nieuw-Zeeland hebben opgericht.
In Mutalau staat een gemeenschapscentrum, Salim Hall, dat is genoemd naar Salim Ahmed Salim, die voorzitter was van het Speciaal Dekolonisatiecomité van de Verenigde Naties. Salim bezocht in de jaren 70 Niue om de weg naar zelfbestuur te bespreken.
Mutalau kent twee jaarlijks terugkerende grotere evenementen: Mutalau Marine Day op Queen's Official Birthday, waarop er een viscompetitie plaatsgrijpt en voedsel wordt verkocht in het Uluvehi Park, en Mutalau Show Day, die op de laatste zaterdag van oktober wordt gehouden en waarbij men de aankomst van het christendom op Niue in 1846 herdenkt.

## Geboren
- Vela Manusaute, schrijver en regisseur (tevens de Samoaanse nationaliteit)
- Tigilau Ness (artiestennaam: Unity Pacific), activist en reggaezanger.

Daarnaast hebben de Nieuw-Zeelandse zangers Pauly Fuemana en Che Fu, de zoon van Tigilau Ness, wortels in Mutalau.

Alofi North · Alofi South · Avatele · Hakupu · Hikutavake · Lakepa · Liku · Makefu · Mutalau · Namukulu · Tamakautoga · Toi · Tuapa · Vaiea